# Arthur Ochs Sulzberger Jr.
Arthur Ochs Sulzberger Jr. (Mount Kisco, 22 settembre 1951) è un giornalista e dirigente d'azienda statunitense.
Sulzberger è diventato l'editore (publisher) del New York Times nel 1992 e presidente della The New York Times Company nel 1997, succedendo a suo padre, Arthur Ochs Sulzberger. Il 14 dicembre 2017 ha annunciato che avrebbe ceduto la carica di editore a suo figlio, A. G. Sulzberger, a partire dal 1 ° gennaio 2018. Sulzberger è rimasto presidente del consiglio di amministrazione del Times fino al 31 dicembre 2020, quando ha passato anche quella posizione a suo figlio.

## Biografia
Sulzberger è nato a Mount Kisco, New York, uno dei due figli di Barbara Winslow (nata Grant) e Arthur Ochs "Punch" Sulzberger Sr. Attraverso suo padre, è un nipote di Arthur Hays Sulzberger e un pronipote di Adolph Ochs. Sua sorella è Karen Alden Sulzberger, che è sposata con l'autore Eric Lax.
La madre di Sulzberger era principalmente di origine inglese e scozzese e suo padre era di origine ebraica tedesca (sia ashkenazita che sefardita). I suoi genitori divorziarono quando lui aveva cinque anni. Sulzberger è cresciuto nella fede episcopaliana di sua madre; tuttavia, non osserva più alcuna religione. Si è diplomato alla Browning School. Nel 1974, Sulzberger ha conseguito una laurea in scienze politiche presso la Tufts University. Sulzberger era contrario alla guerra del Vietnam e fu arrestato durante le manifestazioni di protesta negli anni '70.
Sulzberger è stato giornalista del Raleigh Times in North Carolina dal 1974 al 1976 e corrispondente londinese per l'Associated Press nel Regno Unito dal 1976 al 1978. Sulzberger è entrato a far parte del New York Times nel 1978 come corrispondente nell'ufficio di Washington, DC. Si è trasferito a New York come giornalista nel 1981 e nello stesso anno è stato nominato assistente redattore. Sulzberger si è laureato nel 1985 al programma di sviluppo manageriale della Harvard Business School.
Dal 1983 al 1987, Sulzberger ha lavorato in diversi reparti aziendali, compresa la produzione e la pianificazione aziendale. Nel gennaio 1987 Sulzberger è stato nominato assistant publisher. Un anno dopo, Sulzberger è stato nominato vicedirettore, sovrintendendo ai reparti notizie e affari. Per questi incarichi, Sulzberger è stato coinvolto nella pianificazione delle strutture automatizzate di distribuzione e stampa a colori del Times a Edison, New Jersey, e a College Point, Queens, New York, nonché nella creazione del giornale a colori in sei sezioni.